# Scipopus frit
Scipopus frit är en tvåvingeart som beskrevs av Cresson 1926. Scipopus frit ingår i släktet Scipopus och familjen skridflugor. Inga underarter finns listade i Catalogue of Life.